# Ohmwork
Ohmwork — третий студийный альбом GZR. Оригинальный диск выпущен 10 мая 2005 в США и 9 мая 2005 в Великобритании.

## Об альбоме
Название альбома образовано от слияния Бирмингемского произношения «homework» ('omework) и единицы электрического сопротивления (the ohm).
Обложка нарисована Lawrence Azarad из LAdesign.
Сын Гизера Батлера Бифф исполняет вокальные партии на I Believe и Don’t You Know.

## Песни
- Рабочее название композиции Misfit было pH Balance.
- Рабочее название композиции Alone было Dooms Day.
- Женский вокал в песне Pseudocide исполнен Lisa Riefell из группы Killola (Лос-Анджелес).

## Список композиций
- Все композиции написаны Butler/Howse/Brown.

1. «Misfit» — 3:24
2. «Pardon My Depression» — 4:38
3. «Prisoner 103» — 3:09
4. «I Believe» — 6:55
5. «Aural Sects» — 4:36
6. «Pseudocide» — 2:30
7. «Pull The String» — 3:50
8. «Alone» — 4:38
9. «Dogs of Whore» — 5:03
10. «Don’t You Know» — 4:57

## Участники записи
- Гизер Батлер — бас-гитара
- Pedro Howse — гитара
- Clark Brown — вокал
- Чад Смит — ударные